# Hemiceras gemina
Hemiceras gemina är en fjärilsart som beskrevs av Walker 1865. Hemiceras gemina ingår i släktet Hemiceras och familjen tandspinnare. Inga underarter finns listade i Catalogue of Life.